# Metapterygota
Metapterygota é um clado de insetos alados que contém a ordem Odonata e a infraclasse Neoptera. Eles compartilham características morfológicas como a perda de filamentos caudais e um estágio de subimago. Geneticamente, o clado é suportado por semelhanças nos genomas mitocondriais.